# Хатовнянский сельсовет
Хатовнянский сельсовет (бел. Хатаўня́нскі сельсавет) — упразднённая административно-территориальная единица в составе Журавичского района Гомельской области. Административный центр — деревня Хатовня.

## История
Образован 20 июля 1924 года в составе Журавичского района Могилёвского округа БССР. После упразднения окружной системы 26 июля 1930 года в Журавичском районе БССР. С 8 июля 1931 года в составе Быховского района, с 12 февраля 1935 года в составе Довского района, с 5 апреля 1935 года в составе Журавичского района.
С 20 февраля 1938 года в составе Гомельской области.
16 июля 1954 года упразднён, территория присоединена к Журавичскому сельсовету.

## Состав
- Хатовня — деревня